# Sabazios

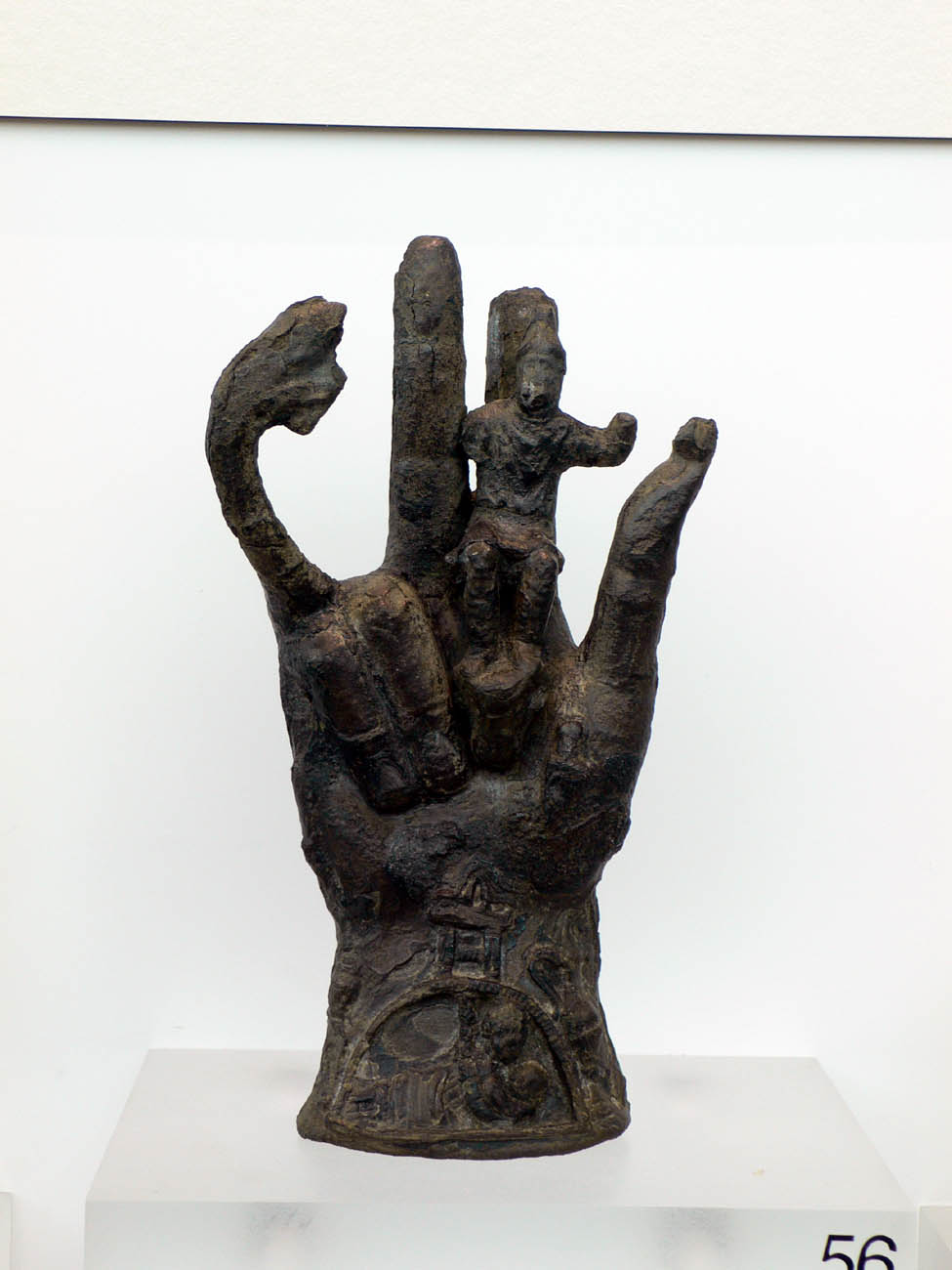
Sabazios-Hand im Museo Nacional de Arqueología Subacuática in Cartagena

Sabazios (altgriechisch Σαβάζιος Sabázios), auch Sabadios oder Sabazius, war eine wahrscheinlich kleinasiatische (phrygische?) oder phönizische, von Griechen und Römern angenommene und mit Dionysos und Zagreus in Verbindung gebrachte Gottheit. In Pergamon hat Attalos III. Zeus Sabazios zur Verehrung gebracht.

## Mythologie
Sabazios gilt nach Diodor als Sohn des Zeus und der Persephone. Er galt demnach als Gott des Ackerbaus und soll als erster Ochsen vor den Pflug gespannt haben. Demnach wurde er mit Hörnern dargestellt. Auch die Geburtshilfe gehörte zu seinen Zuständigkeiten.
Nachdem Sabazios (Zagreus) von den Titanen zerstückelt wurde, folgte seine Wiederauferstehung als Dionysos. Man sah in ihm den Repräsentanten des blühenden Lebens der Natur, das dem Tod verfällt und immer wieder erwacht. Als Sinnbild dieser jährlichen Erneuerung der Natur war die Schlange das ihm eigentümliche Symbol.
Der Sabazioskult war orgiastisch, nach Diodor fanden die Kulthandlungen in der Nacht statt. Die höher Gebildeten zur Zeit des Demosthenes hielten sich vom Sabaziuskult fern. Die Verehrung der Gottheit gelangte von Kleinasien nach Thrakien und kam gegen Ende des 5. Jahrhunderts v. Chr. nach Athen. In der römischen Kaiserzeit verbreitete er sich im Westen des Reiches.

## Archäologie
Eine größere mit dem Gott verbundene Fundgattung sind die so genannten Sabaziushände. Auf diesen können Attribute wie landwirtschaftliche Geräte (Pflug, Joch), eine Leiter, eine Waage, Erdtiere (Schlange, Eidechse, Kröte, Schildkröte), ein Pinienzapfen, ein Rabe, ein Altar, eine Flöte, eine stillende Mutter in einer Grotte und weitere vertreten sein.